# Deuteronomos postfasciata
Deuteronomos postfasciata là một loài bướm đêm trong họ Geometridae.